# متروپلیس (فیلم ۱۹۲۷)
کلان‌شهر یا متروپلیس (به آلمانی: Metropolis) فیلمی است صامت محصول ۱۹۲۷، از فریتز لانگ که در سبک علمی-تخیلی و به شیوه اکسپرسیونیسم آلمانی در دوره باثبات جمهوری وایمار ساخته شده‌است.
فیلم‌نامهٔ آن در سال ۱۹۲۴ نوشته شد و ساخت این فیلم سیاه و سفید در زمان خود حدود ۴ میلیون رایشس‌مارک هزینه دربرداشت و گران‌ترین فیلم دهه بیست میلادی به‌شمار می‌آید.
فیلم کلان‌شهر، یک شهر پادآرمانی در آینده را به ترسیم می‌کشد و از این چارچوب برای بازشکافی کشمکش‌های اجتماعی میان کارگران و کارفرمایان که به زعم مارکس و انگلس از کشمکش‌های سرشتین نظام سرمایه‌داری است بهره می‌گیرد.
این فیلم در استودیوهای بابلسبرگ توسط شرکت فیلم‌سازی اونیورسوم (UFA) ساخته شد. مادرشهر در ژانویه ۱۹۲۷ در برلین اکران شد و تماشاگران را تحت تأثیر جلوه‌های ویژه خود قرار داد اما این فیلم از دیدگاه تجاری چندان موفق نبود.
برای اکران در سینماهای آمریکا نسخه اصلی آن تا ۸۰ دقیقه کوتاه شد و بیشتر صحنه‌های مناقشه‌انگیز آن هم‌چون صحنهٔ انکار وجود خدا، رقص در باشگاه شبانه و صحنه غرق شدن کودکان از آن سترده شد.
یک نسخه بازپیرایی‌شده از فیلم مادرشهر در سال ۲۰۰۱ در جشنواره فیلم برلین به نمایش درآمد و در همان سال این فیلم در فهرست حافظه جهانی یونسکو ثبت شد.

## داستان
متروپلیس داستان شهری است آینده‌وار در سال ۲۰۲۶ میلادی که در آن انسان‌ها به دو دسته «اندیشنده» و «کارگر» تقسیم شده‌اند و دسته نخست در آسمان‌خراش‌های مجلل بالای زمین و دسته دوم در دالان‌های کارخانه‌ای زیر زمین ساکنند.
زنی فرهمند و مریم وار به نام ماریا در محلی در دهلیزهای زیرزمینی به کارگران در مورد حق و حقوق ازدست‌رفته‌شان می‌گوید ولی آن‌ها را ترغیب به شورش نمی‌کند بلکه می‌گوید تا در انتظار ظهور یک میانجی میان عالم روزمینی و عالم زیرزمینی بمانند؛ یک میانجی به مثابه دل در میان مغز و دست. این نکته در جای‌جای فیلم تکرار می‌شود که «مغز و دست برای همکاری سالم نیاز به میانجی‌گری دل دارند.»
پسر سازنده و شهردار کلان‌شهر برعکس پدر خود به سرنوشت زیرزمینیان و رنجبران بی‌اعتنا نیست و در بازدیدی پنهانی از دنیای کارگران شیفته ماریا و سخنانش می‌شود. در این میان، شهردار به مخترع بزرگ شهر، روت‌وانگ، دستور می‌دهد تا ماریا را ربوده و به رباتی که در دست ساخت دارد چهره ماریا ببخشد.
روت‌وانگ در این امر موفق می‌شود و ربات ماریا-نما به خواسته شهردار به زیر زمین رفته و کارگران را به شورش برمی‌انگیزد و کارگران شورشی به دروازه‌ای که شهردار برایشان باز نگه داشته می‌رسند و دستگاهی مهم به نام «ماشین ام» را تخریب می‌کنند که با این کار مخازن آب شهر شکسته و با غرقه شدن بخش‌هایی از شهر، کودکان کارگران کشته می‌شوند.
کارگران خشمگین خشم خود را متوجه ماریا می‌کنند و او را به خاطر این تهییج و ترغیبش زنده می‌سوزانند اما پس از سوختن متوجه می‌شوند که او یک ربات است. در پایان ماجرا، پسر شهردار در نقش میانجی (دل)، در حضور ماریای واقعی، دو گروه یعنی شهردار (مغز) و کارگران (دست) را با هم آشتی می‌دهد.

## نگارخانه

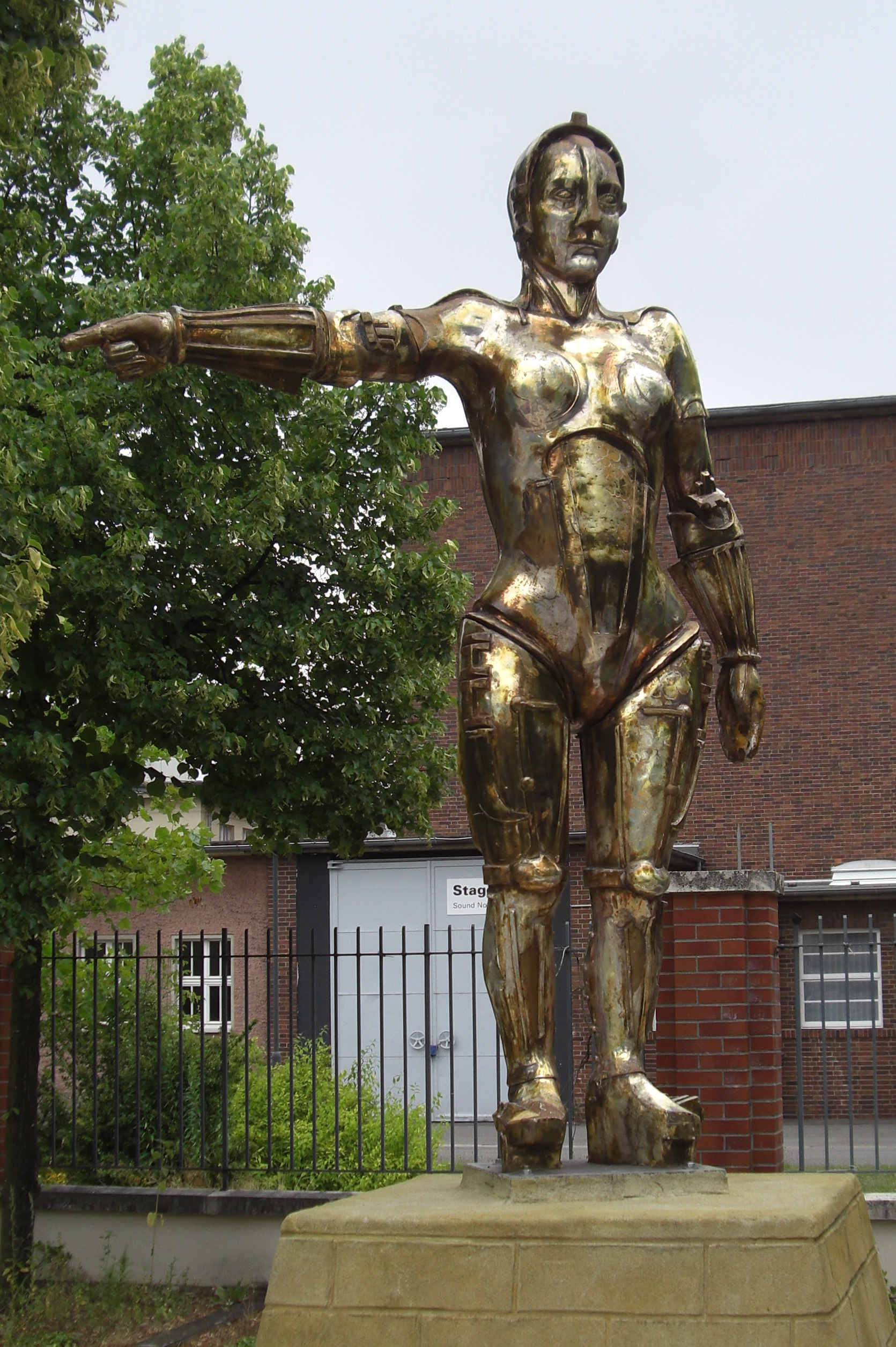
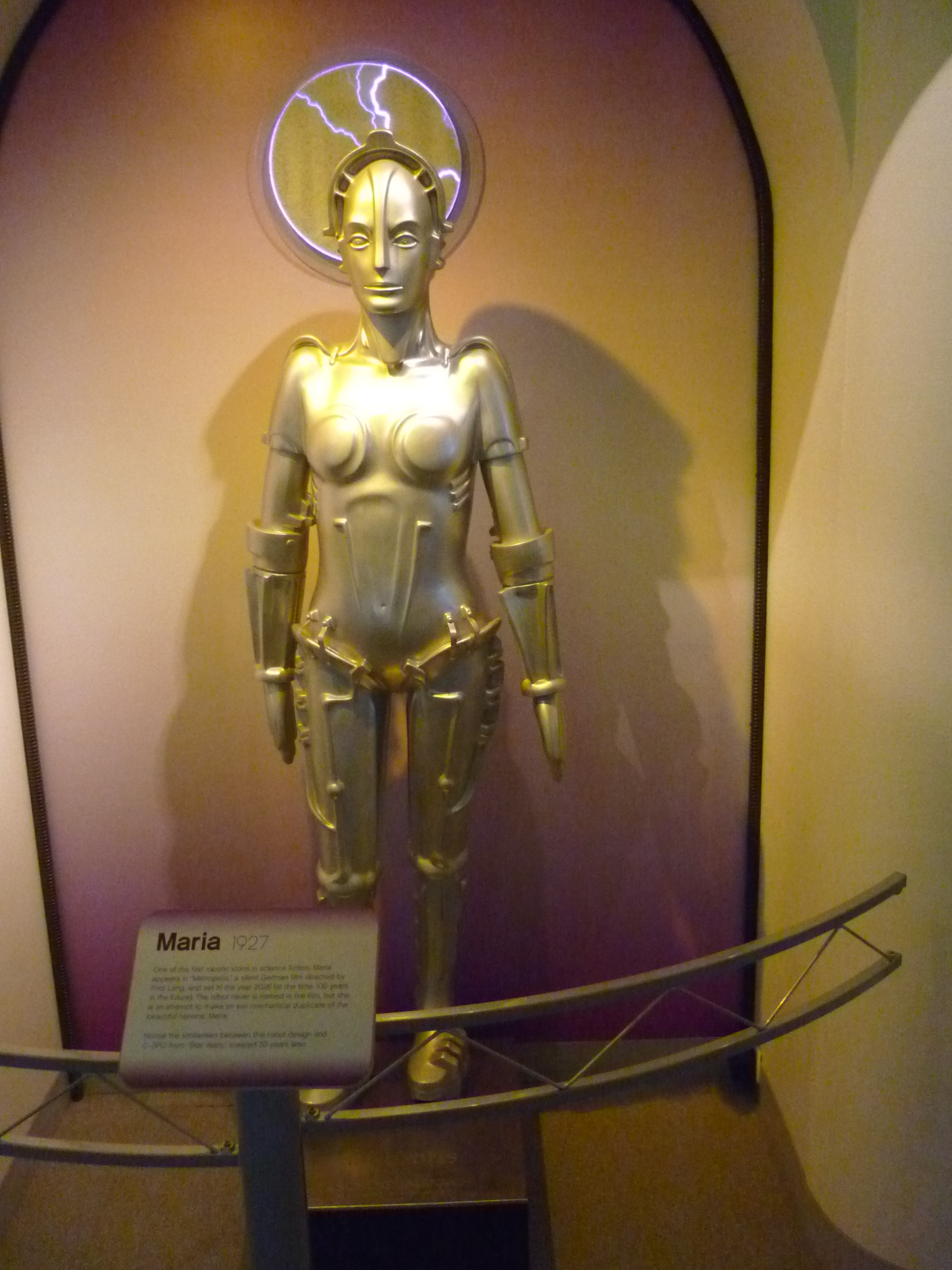